# Ивановский (Иркутская область)
Ива́новский — участок (населённый пункт) в Куйтунском районе Иркутской области России. Входит в состав Большекашелакского сельского поселения.

## География
Участок находится на расстоянии примерно 74 км (по прямой) к северу от рабочего посёлка Куйтун, административного центра района.

## История
Основан в 1910 году В 1926 году посёлок состоял из 25 хозяйств, основное население — чуваши. В административном отношении находился в составе Больше-Кашелакского сельсовета Кимильтейского района Тулунского округа Сибирского края.

## Население
| 2002 | 2010 | 2011 | 2012 |
| ---- | ---- | ---- | ---- |
| 8    | ↘5   | →5   | ↘4   |

### Половой состав
По данным Всероссийской переписи, в 2010 году в населённом пункте проживало 8 человек (5 мужчин и 3 женщины).